# 戸田市スポーツセンター
戸田市スポーツセンター（とだしスポーツセンター、Toda Civic Sports Center）は、埼玉県戸田市新曽にある複合大型スポーツ施設。公益財団法人戸田市文化スポーツ財団が管理、運営している戸田市の公共施設。利用者からは「戸田スポ」・「スポセン」の愛称で親しまれている。

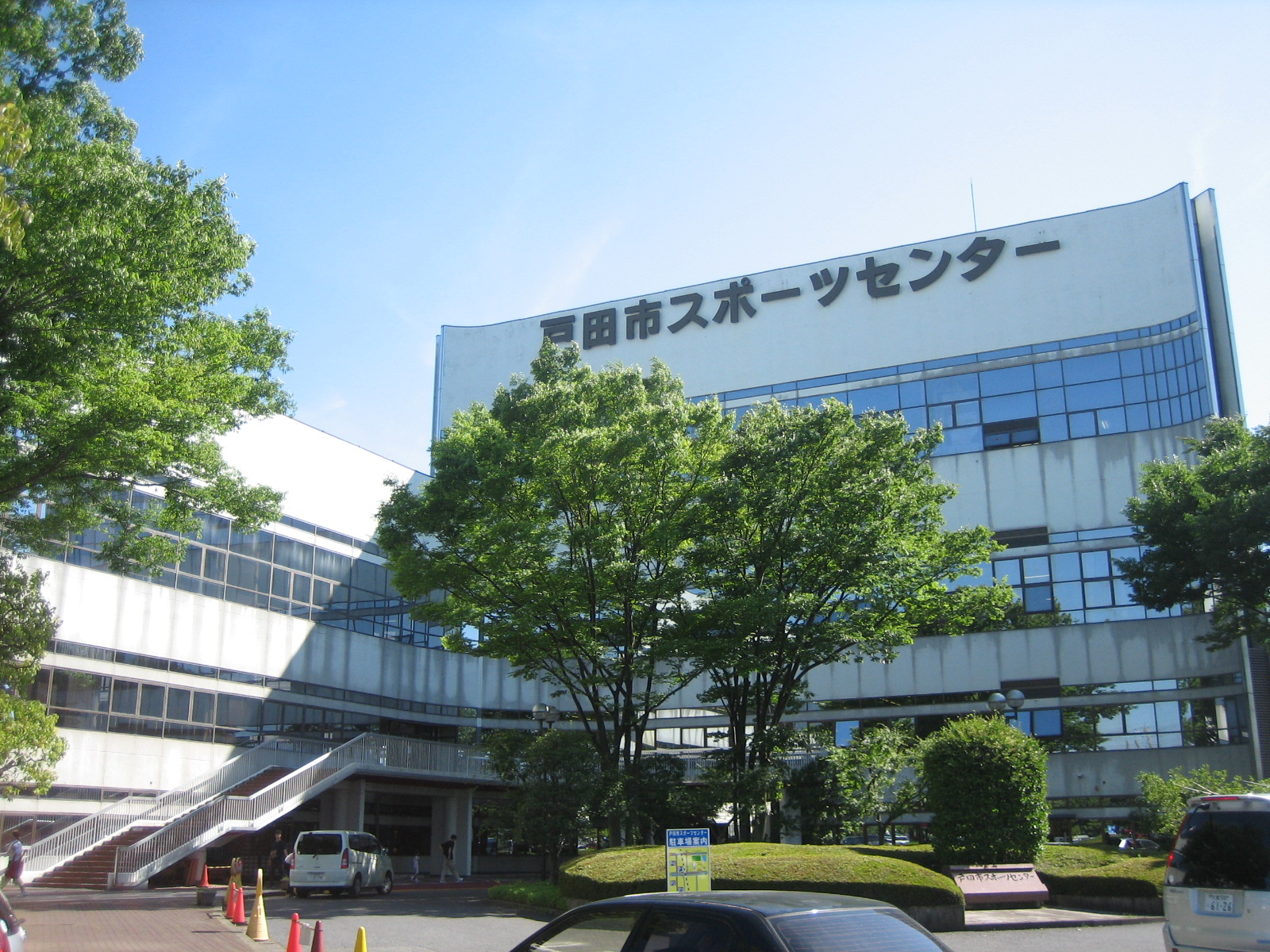
戸田市スポーツセンター（北側入口）(2007.6.16)

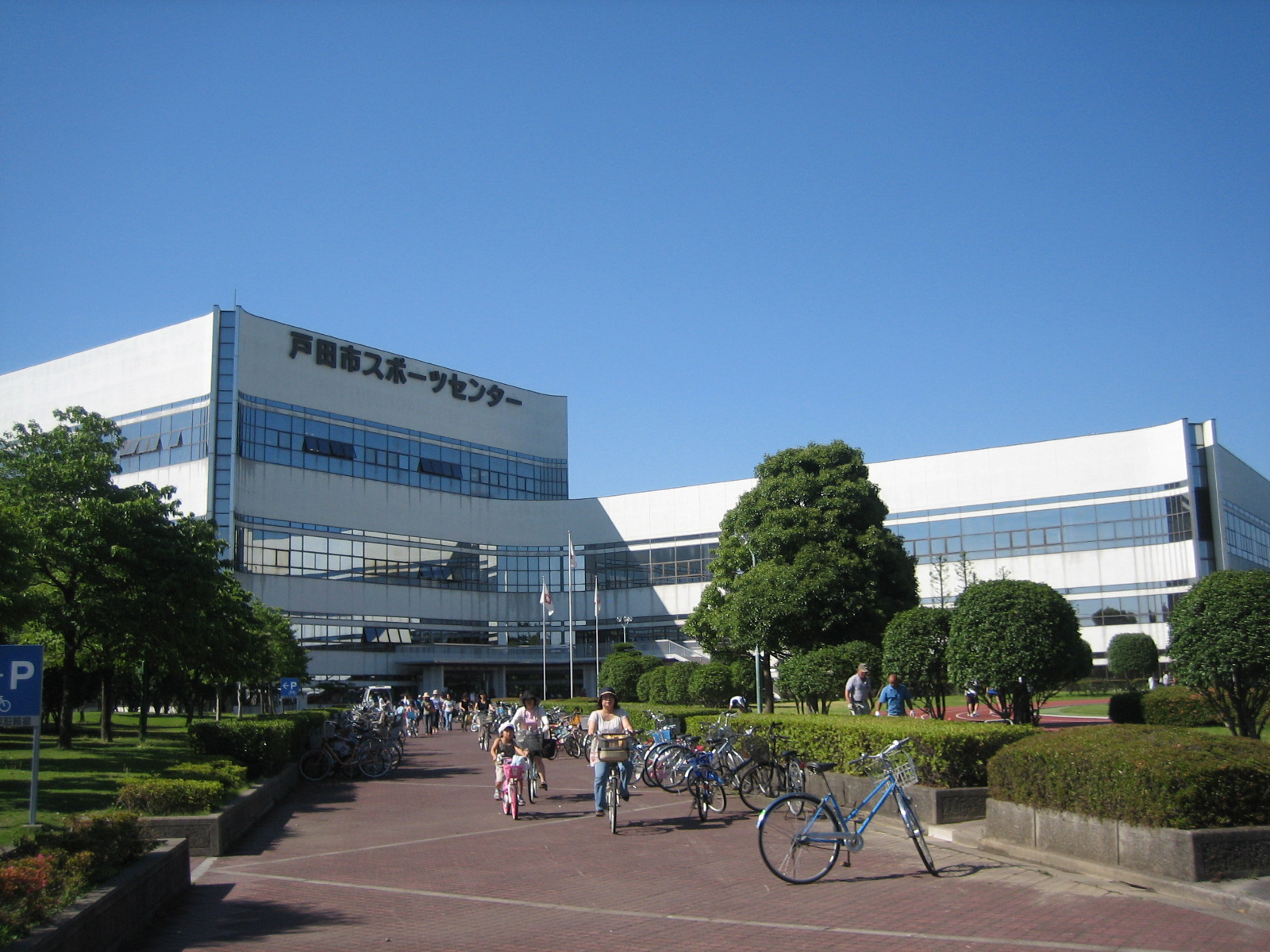
戸田市スポーツセンター（南側入口）(2007.6.16)

## 概要
屋内、屋外に多くの施設・設備を備えている大型スポーツ施設。平日休日ともに多くの利用者で賑わっている。地元のスポーツ大会や全国規模のスポーツイベントの会場としても使用されており、陸上トラックでは近隣の中学校・高等学校の陸上部が休日などに活動している。
また、オープンから間もない時期に当時の皇太子明仁親王・美智子妃（後の天皇・皇后）がこの施設を訪問している。
女子体操選手の育成に力を入れており、菅原リサ（現在は同所コーチ）など、過去多くの日本代表選手を輩出しており、名門クラブのひとつとなっている。
多くの女子児童が日夜練習に励んでいる。

## 設備
設備によっては利用するにあたって予約などが必要なものもある。また大会開催時には個人利用が禁止される設備もある。
屋外
- 陸上競技場（300mトラック）
- テニスコート（サンドグラスコート）6面　ナイター設備完備
- 弓道場

屋内
- 第1競技場
  - バスケットボールコート（2面）
  - バレーボールコート（2面）
  - バドミントンコート（8面）
  - テニスコート（2面）等に利用可能
- 第2競技場（器械運動）
- トレーニングルーム
- 卓球場　卓球台14面
- 剣道場　（剣道、空手、ジャズダンス、エアロビクス等に利用可能）
- 柔道場　（柔道、合気道、少林寺拳法等に利用可能）
- プール
  - 25mプール
  - 幼児・歩行用プール（15m）

## 教室
- テニス
- 水泳
- 体操
- サッカー
- 卓球
- 柔道
- 剣道
- 空手道　他

## アクセス
- JR東北本線（埼京線）戸田駅西口から　徒歩7分
- 東京外郭環状線、戸田東または戸田北出口から
- 首都高速5号線戸田南出口から